# Iris Meerts
I.P. (Iris) Meerts (Leiden, 29 november 1972) is een Nederlands bestuurskundige, politica en bestuurster. Ze is lid van de PvdA.  Sinds 16 december 2019 is ze burgemeester van Wijk bij Duurstede.

## Studie en loopbaan
Meerts studeerde bestuurskunde aan de Universiteit Twente met een specialisatie in het openbaar bestuur. Ze volgde bijvakken in het Nederlands recht aan de Vrije Universiteit Amsterdam. Na haar studie werkte ze  als stagiaire in Brussel voor de Europese Commissie bij het directoraat-generaal Regionaal beleid en stadsontwikkeling en bij een lobbybureau.
Na haar werk in Brussel ging Meerts werken voor toenmalig burgemeester Bram Peper van Rotterdam als speechschrijver en organisator van een grote burgemeestersconferentie in het World Trade Center Rotterdam. Ze was verder medewerker Europese zaken bij het Ontwikkelingsbedrijf Rotterdam (OBR). Vervolgens was zij werkzaam als projectleider voor adviesbureau A2 stAdsAdviseur B.V. en als sponsormanager en fondsenwerver voor het Rotterdams Philharmonisch Orkest.
Daarna was Meerts werkzaam als consultant voor adviesbureau Almende en als directeur van stichting Zelforganisatie. Bij beide organisaties hield zij zich bezig met zelforganisatie. Ook was zij lange tijd spreker en dagvoorzitter bij de Speakers Academy. Tot haar burgemeesterschap was zij laatstelijk werkzaam als managing director van het Centre of Expertise Cyber Security aan De Haagse Hogeschool.

## Politieke loopbaan
Van 2007 tot 2009 was Meerts Statenlid van Zuid-Holland en namens de PvdA-fractie was zij woordvoerder jeugdzorg, zorg en welzijn. Op 19 november 2019 werd zij door de gemeenteraad van Wijk bij Duurstede voorgedragen als nieuwe burgemeester als opvolger van waarnemend burgemeester Albertine van Vliet-Kuiper. Op 6 december 2019 werd bekendgemaakt dat de minister van Binnenlandse Zaken en Koninkrijksrelaties haar heeft voorgedragen voor benoeming bij koninklijk besluit met ingang van 16 december 2019.
Ze heeft als burgemeester van Wijk bij Duurstede openbare orde & veiligheid; vergunningen, toezicht & handhaving; evenementen; crisisbeheersing; digitalisering; coördinatie van bestuur in haar portefeuille. Naast het burgemeesterschap is ze buitengewoon ambtenaar van de burgerlijke stand bij de gemeente Wijk bij Duurstede en voorzitter van de maatschappelijke adviesraad van Staatsbosbeheer in de provincie Utrecht.
Op 13 mei 2025 heeft ze in een brief aan de inwoners van de gemeente Wijk bij Duurstede aangekondigd geen tweede termijn te ambiëren als burgemeester. Op 12 juli 2025 maakte ze bekend haar werk tijdelijk neer te leggen, vanwege het overlijden van haar stiefzoon.

## Persoonlijk
Meerts is getrouwd, uit een eerdere relatie heeft zij een zoon en een dochter. Tot haar burgemeesterschap was ze woonachtig in Rotterdam. In haar vrije tijd houdt ze zich bezig met hardlopen. Ze is lid van de PKN in Wijk bij Duurstede.